# Basse-Meuse

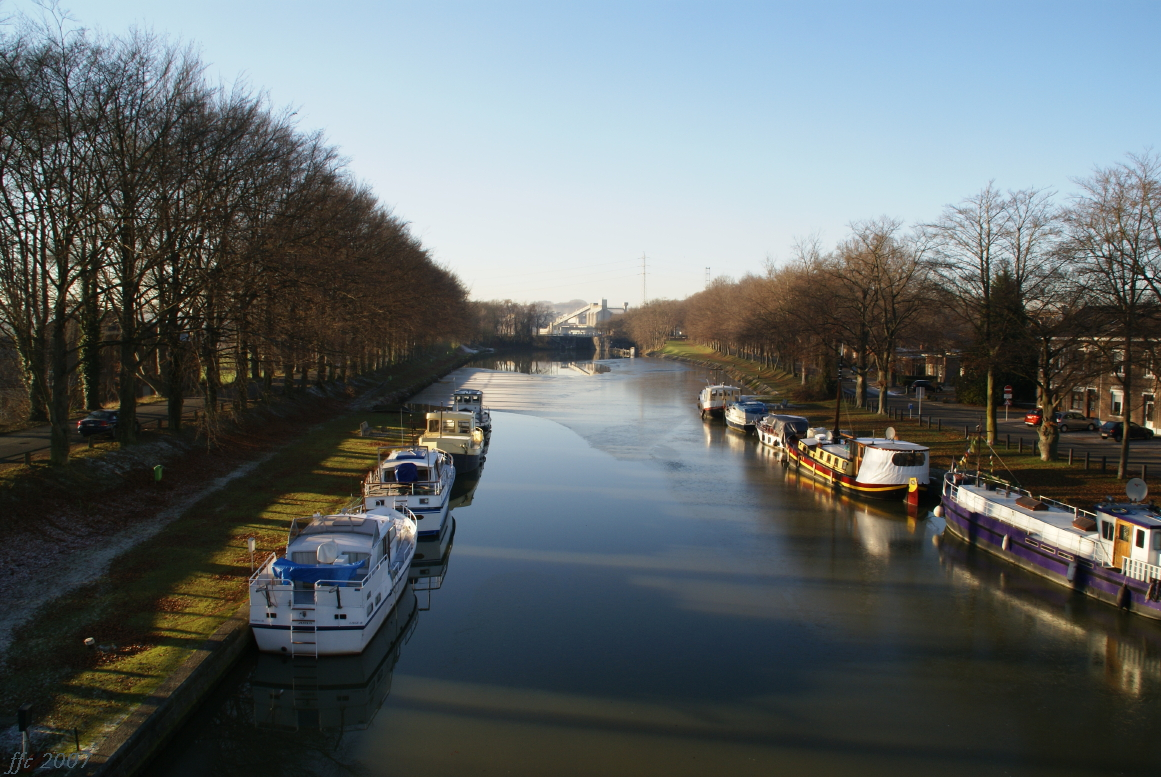
Le canal de Visé entre la Meuse et le canal Albert

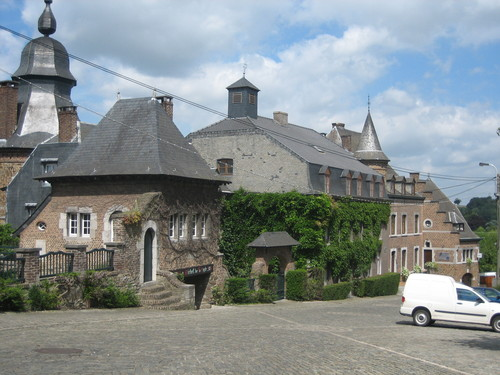
Dalhem

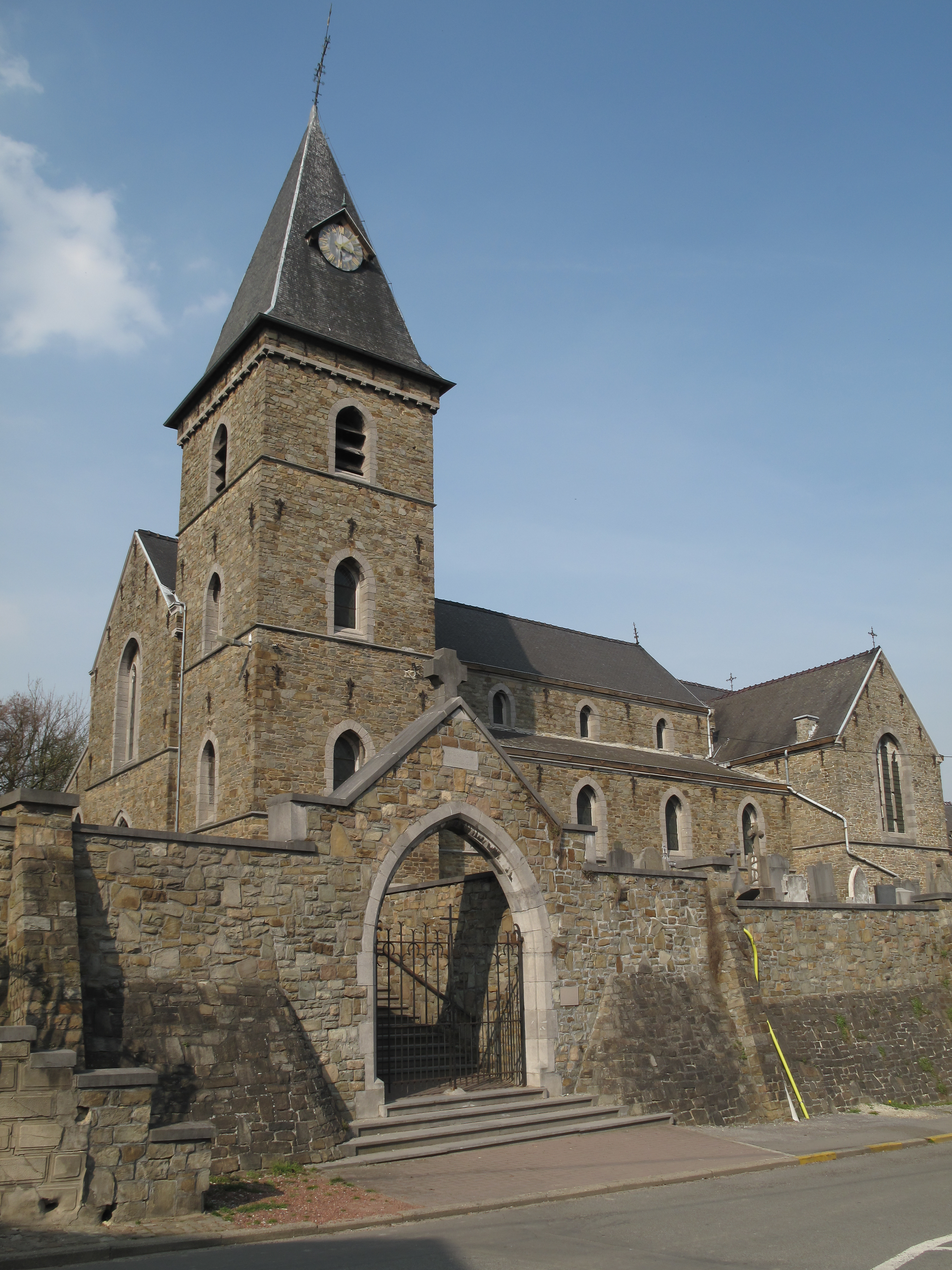
Église de Heure-le-Romain

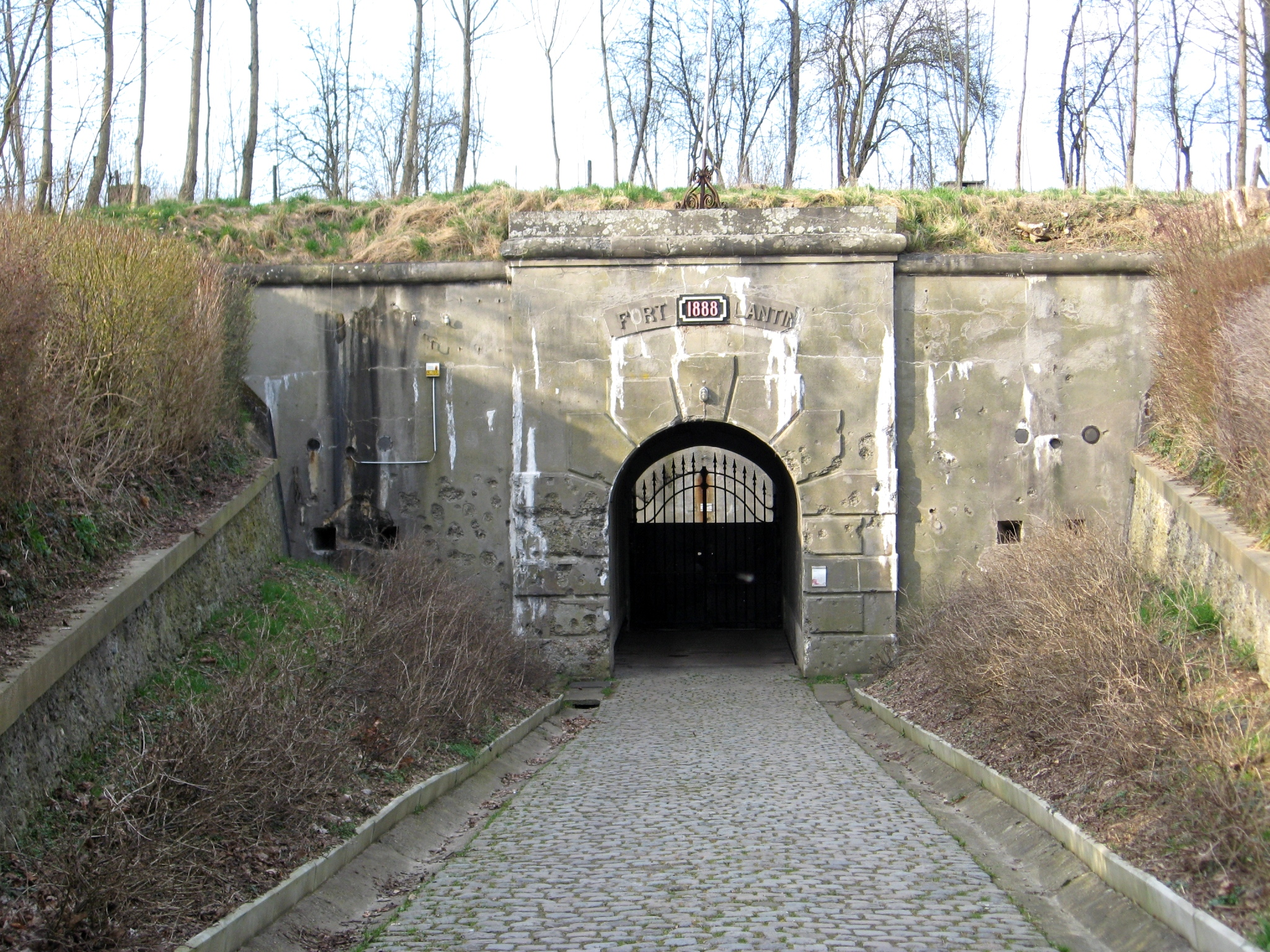
Fort de Lantin

La Basse-Meuse est une région de la province de Liège (Belgique) correspondant au bassin de la Meuse entre la ville wallonne de Liège et la ville néerlandaise de Maastricht. Cette région est représentée par la maison du tourisme de Basse-Meuse.

## Situation
La maison du tourisme de la Basse-Meuse regroupe les 47 villages des communes de Bassenge, Blegny, Dalhem, Herstal, Juprelle, Oupeye et Visé. Cette dernière commune étant le siège de la maison de tourisme. 
La Basse-Meuse se compose de la partie orientale de la Hesbaye (Juprelle, Herstal et Oupeye), de la vallée du Geer (Bassenge), de la vallée de la Meuse (Visé et Herstal) et de la partie occidentale du Pays de Herve (Blegny et Dalhem).

## Activités et traditions
Les cramignons remontent au XVIe siècle et se déroulent entre mai et octobre dans les villages de  Haccourt, Hermalle-sous-Argenteau et Heure-le-Romain. Il s'agit de farandoles dans les rues du village où les couples participants sont costumés (robe longue pour les filles et smoking pour les garçons).
Les carnavals sont aussi très présents en Basse-Meuse. Si le Carnaval Noir des Houres à Emael et les Macrales de Haccourt sont les festivités carnavalesques les plus connues, il existe aussi des carnavals à Heure-le-Romain, Wonck, Hermée, Fexhe-Slins, Glons, Vottem et Bassenge.
À Visé, les gildes sont une tradition très ancienne. Trois gildes y sont présentes : les Arbalétriers sont surnommés les bleus,  les Arquebusiers, les rouges et les Francs Arquebusiers, les francs. 

## Musées et attractions
Blegny-Mine, ancien charbonnage repris sur la liste du patrimoine mondial de l'UNESCO, les anciens forts de défense de la ville de Liège comme Pontisse, Eben-Emael, Barchon, Lantin et Aubin-Neufchâteau comptent parmi les témoins du riche passé industriel et militaire de la Basse-Meuse. 
La vieille cité de Dalhem et la fantasque Tour d'Eben-Ezer à Eben-Emael ainsi que de nombreux musées (principalement à Herstal et Visé) méritent aussi un détour.
La Montagne Saint-Pierre à Ében-Émael, la Vallée du Geer, la route des Vergers, la vallée et les étangs  de la Julienne, la frayère du Hemlot et l'île de Franche Garenne à Hermalle-sous-Argenteau, l'île Robinson à Visé et la réserve des chauves-souris au fort de Pontisse sont autant de sites naturels à visiter.

## Économie
Le canal Albert et la Meuse servent de cadre aux diverses activités économiques de le la Basse-Meuse. Les écluses de Lanaye, la construction du Liège Trilogiport, les usines de Chertal et la fabrique d'armement de la FN Herstal en sont les principaux moteurs économiques. 
Traversée par trois autoroutes (E25, E40, E313), la Basse-Meuse communique directement avec les régions et pays voisins. Le parc d'activités économiques des Hauts-Sarts se situe idéalement entre deux échangeurs autoroutiers.
Quant à la région d'Oupeye, elle est connue pour la qualité de ses fruits.

## Sources et liens externes
- Site officiel de la Maison du Tourisme de la Basse-Meuse
- Site des Archives régionales de Wallonie. Inondations de la Basse-Meuse en janvier 1995.